# 始糙齒龍屬
始糙齒龍（屬名：Eotrachodon，意為「黎明的糙齒龍」）是種鴨嘴龍科恐龍，生存於白堊紀晚期桑托階（約8300萬年前）的北美洲東部。

## 發現及命名

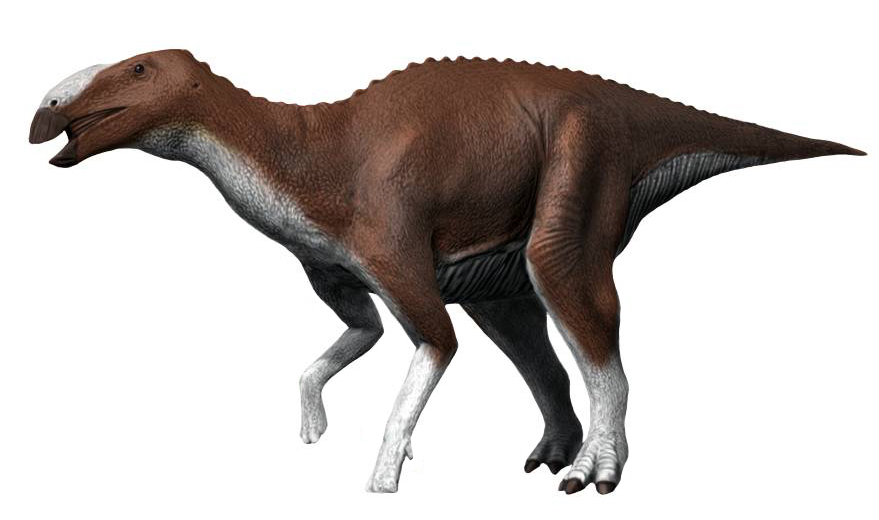
復原圖

正模標本MSC 7949是一個保存良好的頭骨及部分骨骼，於2007年發現於阿拉巴馬州的摩爾維爾白堊組（Mooreville Chalk Formation）的粉砂岩層中，年代為上桑托階。始糙齒龍是阿帕拉契亞古陸（Appalachia）罕見的恐龍標本之一，同時也是該地最完整的鴨嘴龍科。另一種原始鴨嘴龍科冠長鼻龍也來自同一地層，但始糙齒龍年代較早幾百萬年。
模式種東方始糙齒龍（Eotrachodon orientalis）由Albert Prieto-Márquez、Gregory M. Erickson和Jun A. Ebersole發表於2016年。屬名由希臘文的ἠώς（黎明、曙光）加上糙齒龍屬（一個已廢棄的鴨嘴龍科分類單元）的屬名所組成，以象徵牠的早期性質。種名為拉丁語「來自東方」，因為阿拉巴馬州在當時屬於被北美內海分隔的東方次大陸（即阿帕拉契亞古陸）的一部分。

## 敘述
標本來自較年輕的個體。是種較小型的鴨嘴龍科，身長約5公尺。

## 分類
系統發生學分析發現始糙齒龍和鴨嘴龍一同位於鴨嘴龍科的最基礎位置，並與後來的真鴨嘴龍類（櫛龍亞科、賴氏龍亞科）互成姊妹群，支序圖如下所示：
|                                                      | †東方始糙齒龍 Eotrachodon orientalis                                                 |
|                                                      |                                                                                      |
| 櫛龍科（=真鴨嘴龍類） Saurolophidae (=Euhadrosauria) | \| \| 賴氏龍亞科 Lambeosaurinae \| \| \| \| \| \| 櫛龍亞科 Saurolophinae \| \| \| \| |
|                                                      | \| \| 賴氏龍亞科 Lambeosaurinae \| \| \| \| \| \| 櫛龍亞科 Saurolophinae \| \| \| \| |
|                                                      | 賴氏龍亞科 Lambeosaurinae                                                            |
|                                                      |                                                                                      |
|                                                      | 櫛龍亞科 Saurolophinae                                                               |
|                                                      |                                                                                      |

|  | 賴氏龍亞科 Lambeosaurinae |
|  |                           |
|  | 櫛龍亞科 Saurolophinae    |
|  |                           |

|                                                      | †東方始糙齒龍 Eotrachodon orientalis                                                 |
|                                                      |                                                                                      |
| 櫛龍科（=真鴨嘴龍類） Saurolophidae (=Euhadrosauria) | \| \| 賴氏龍亞科 Lambeosaurinae \| \| \| \| \| \| 櫛龍亞科 Saurolophinae \| \| \| \| |
|                                                      | \| \| 賴氏龍亞科 Lambeosaurinae \| \| \| \| \| \| 櫛龍亞科 Saurolophinae \| \| \| \| |
|                                                      | 賴氏龍亞科 Lambeosaurinae                                                            |
|                                                      |                                                                                      |
|                                                      | 櫛龍亞科 Saurolophinae                                                               |
|                                                      |                                                                                      |

|  | 賴氏龍亞科 Lambeosaurinae |
|  |                           |
|  | 櫛龍亞科 Saurolophinae    |
|  |                           |

始糙齒龍同時具有祖先型（鴨嘴龍形態類）和進階型（櫛龍亞科）的特徵。其發現表明，櫛龍亞科在與賴氏龍亞科分化後，經過不久的輻射演化就發展出前者的典型吻部結構；同時又與其他阿帕拉契亞鴨嘴龍科：鴨嘴龍、冠長鼻龍、破碎龍、闊步龍的兩個種一起，可能代表著阿帕拉契亞是鴨嘴龍科的起源地，牠們在那裡發展一陣子後才遷徙到西方的拉臘米迪亞。